# Contea di Chenango
La contea di Chenango (in inglese Chenango County) è una contea situata nell'area centrale dello Stato di New York negli Stati Uniti. Il capoluogo è Norwich.

## Geografia fisica
La contea si trova nel centro-sud dello Stato. Il territorio della contea è prevalentemente montuoso. Il fiume Chenango scorre nell'area centrale, ricevendo da destra il Genegantslet Creek che scorre nell'area occidentale. Nell'area sud-orientale scorre il fiume Susquehanna che riceve da nord il fiume Unadilla che segna tutto il confine orientale. Nell'area nord-occidentale scorre il fiume Otselic.

### Contee confinanti
- Contea di Madison - nord
- Contea di Otsego - est
- Contea di Delaware - sud-est
- Contea di Broome - sud
- Contea di Cortland - ovest

## Storia
I primi abitanti del territorio contea furono i nativi irochesi. Quando furono istituite le Province di New York nel 1683, l'area dell'attuale contea faceva parte della contea di Albany.
La contea fu istituita nel 1798 separandone il territorio da quello delle contee di Herkimer e Tioga. Il nome deriva da una parola Onondaga, che significa "cardo".
Il territorio era molto più esteso di quello attuale. Nel 1804 venne ceduto parte del territorio alla contea di Oneida e nel 1806 ne venne separata una porzione che avrebbe costituito la contea di Madison.
Nel XIX secolo il canale Chenango attraversava la contea collegando il canale Erie a Utica con il fiume Susquehanna. Il canale cadde in disuso con l'affermarsi delle ferrovie.

## Comuni
L'unica city, e anche capoluogo, è Norwich.

### Towns
| - Afton - Bainbridge - Columbus - Coventry - Earlville - German - Greene - Guilford | - Lincklaen - McDonough - New Berlin - North Norwich - Norwich - Otselic - Oxford | - Pharsalia - Pitcher - Plymouth - Preston - Sherburne - Smithville - Smyrna |